# Текстура флазерна

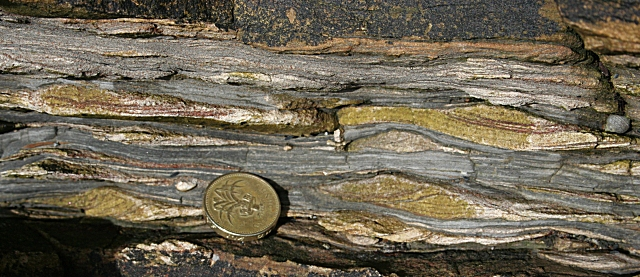
«Флазерна постіль».

Текстура флазерна — стосовно гірських порід і руд — різновид текстури паралельної. Характеризується наявністю флазерів — хвилястих плівок слюди чи її аналогів, а також лінзоподібних агрегатів зернистих матеріалів, які розміщуються між флазерами. Синонім — завилькувата текстура.
Текстура флазерна створюється, коли осад піддається впливу переривчастих потоків, що призводить до чергування піску і мулових шарів.